# Ali Zitouni
Ali Zitouni (arab. علي زيتوني; ur. 11 stycznia 1981 roku w Tunisie) – tunezyjski piłkarz występujący na pozycji napastnika. Od 2013 gra w Hammam-Lif.

## Kariera klubowa
Ali Zitouni zawodową karierę rozpoczynał w 1997 roku w Espérance Tunis. Jego barwy reprezentował przez niecałe 8 sezonów, w trakcie których odnosił wiele sukcesów. 7 razy z rzędu sięgnął po tytuł mistrza kraju, 1 raz zdobył puchar Tunezji i Puchar Zdobywców Pucharów CAF, a także 2 razy z rzędu dotarł do finału Afrykańskiej Ligi Mistrzów. Najlepszą skuteczność Zitouni prezentował w sezonie 1999/2000, kiedy to w 21 występach zdobył 19 bramek.
W trakcie rozgrywek 2004/2005 Zitouni przeprowadził się do Zjednoczonych Emiratów Arabskich, gdzie na zasadzie wypożyczenia zasilił Al-Ahli Dubaj. Członkiem tej drużyny był przez pół roku i nie rozegrał w tym czasie żadnego meczu. Latem 2005 roku Tunezyjczyk powrócił do Espérance Tunis, gdzie grał do stycznia 2006 roku. Wówczas odszedł do francuskiego Troyes AC, również na zasadzie wypożyczenia. W Ligue 1 zadebiutował 5 lutego w przegranym 0:1 pojedynku z Olympique Marsylia. Jak się później okazało był to jedyny występ Zitouniego w barwach Troyes. Po zakończeniu rozgrywek piłkarz ponownie powrócił do Espérance Tunis.
W zimowym okienku transferowym w 2007 roku Zitouni podpisał umowę z tureckim Antalyasporem. W debiutanckim sezonie spadł z nim z pierwszej do drugiej ligi. Podczas rozgrywek 2007/2008 Zitouni stworzył duet napastników z Cenkiem Islerem. Obaj zawodnicy strzelili łącznie 28 goli i byli jednym z najskuteczniejszych duetów w lidze, a Antalyaspor awansował do pierwszej ligi. W Antalyasporze grał do 2011 roku. W 2012 roku został zawodnikiem Konyasporu, a w 2013 roku - Kartalsporu. Od 2013 występuje w tunezyjskim klubie Hammam-Lif.

## Kariera reprezentacyjna
W 1996 roku Zitouni brał udział w Igrzyskach Olimpijskich w Atlancie. Oficjalny debiut w barwach reprezentacji Tunezji zanotował w 1999 roku. W 2002 roku znalazł się w 23–osobowej kadrze drużyny narodowej na Mistrzostwa Świata w Korei Południowej i Japonii. Obok Selima Benachoura był najmłodszym zawodnikiem w zespole. Podopieczni Ammara Souayaha nie zdołali przebrnąć przez fazę grupową i odpadli z turnieju. Na mundialu Zitouni pełnił rolę rezerwowego, jednak na boisku pojawiał się w końcówkach każdego z 3 meczów. W 2004 roku tunezyjski napastnik wystąpił w Igrzyskach Olimpijskich w Atenach.